# Слободан Стилиновић
Слободан Стилиновић (1926–2002) професор Универзитета у Београду, Шумарског факултета, Одсека за Пејзажну архитектуру и хортикултуру и Шумарског одсека.

## Биографија
Рођен је у Београду 11. јуна 1926. године, где је завршио основно образовање, а затим Прву мушку гимназију. По ослобођењу Београда, октобра 1944. одлази на Сремски фронт и учествује у завршним борбама за ослобођење Југославије. По повратку уписује Пољопривредно-шумарски факултет који завршава 1952. дипломиравши на Шумарском одсеку. Своју професионалну каријеру везује за Шумарски факултет Универзитета у Београду, и на њему 1955. године бива изабран за асистента; 1963. за предавача; 1966. за доцента, 1970. године постаје ванредни професор, а највише звања стиче 1975. године када је изабран за редовног професора. Биран је на предметима Производња садног материјала и Шумске културе и плантаже. Докторску дисертацију одбранио је 1965. године.
Од почетка определио се за проблематику семенарства, расадничарства и пошумљавања, а од оснивања Одсека за озелењавање насеља 1960. године (касније Хортикултуре и Пејзажне архитектуре) бави се проблематиком семенарства и расадничарства у хортикултури на Катедри за производњу украсних биљака. 
Школске 1958-59. боравио је на Универзитету Беркли (Калифорнија) на десетомесечној специјализацији. У оквиру међууниверзитетске сарадње боравио је у Грчкој и Египту, и као косултант »Енергопројекта« у Либији. Био је на студијским путовањима у више европских земаља и на многим научним и стручним скуповима у земљи и иностранству.

## Остале научне и стручне активности

### На факултету
На Факултету и Универзитету учествовао је у раду стручних органа и органа управљања. Био је дугогодишњи шеф Катедре за производњу украсних биљака, шеф Одсека за хортикултуру, директор Института за пејзажну архитектуру и декан Шумарског факултета 1977-79. Професор Стилиновић пензионисан је 1992. године.

### Ван факултета
Био је руководилац више савезних, републичких и регионалних научно истраживачких пројеката и тема. Био је члан Савета Међународног удружења шумарских истраживачких организација (IUFRO) 1986-1990. године; члан Комисије за урбану хортикултуру Међународног друштва за хортикултурне науке (ISHS) од 1978. У периоду од 1976. до 1983. године био је у саставу југословенских делегација у Комитету за шумарство УН и учествовао на више заседања међу којима и на Конферецији УН за борбу против дезертификације у Најробију.
Као добар познавалац више језика имао је увек актуелан преглед збивања и своја истраживања усмеравао ка светским трендовима, али истовремено је прилагођавао нивоу домаћег Шумарства. Такви су били његови радови на проблематици пошумљавања контејнерским садницама које је водио са изузетним ентузијазмом. Као резултат дугих и детаљних анализа отпочео је рад на оснивању Центра за шумско семе пред одлазак у пензију.